# Pseudbarydia bicristata
Pseudbarydia bicristata là một loài bướm đêm trong họ Noctuidae.